# Placosoma
Placosoma es un género de lagartos de la familia Gymnophthalmidae. Son endémicos de Brasil. 

## Especies
Se reconocen a las siguientes especies:
- Placosoma cipoense Cunha, 1966
- Placosoma cordylinum Fitzinger, 1847
- Placosoma glabellum (Peters, 1870)